# Taxi Riddim
Der Taxi Riddim zählt zu den bekanntesten Dancehall- und Reggae-Riddims die es gibt. Insgesamt wurden 221 offizielle Songs auf diesem Riddim gesungen bzw. getoastet. Außerdem existieren diverse Remixe und inoffizielle Versionen. Viele bekannte Künstler haben ein oder sogar mehrere Songs damit veröffentlicht u. a. Yellowman, Buju Banton, Wayne Wonder und Bounty Killer.

## Geschichte
Es gibt viele verschiedene Versionen von diesem Riddim. Das Original stammt aus Havanna und ist ein Song aus dem Jahre 1931 von Don Azpiazu und dem Havana Casino Orchestra. Das Stück heißt El Mansiero.
Der erste als Riddim geltende Track ist der Riddim zu dem Lied „Prophecy“ aus dem Jahr 1975 von dem jamaikanischen Reggaemusiker Little Roy. Der Riddim wurde von dem Jamaikaner B. Collins komponiert und auf dem Label Clinch Records veröffentlicht. Basierend auf demselben Riddim erschien im selben Jahr der Song „Prophecy Rock“ vom Jamaikaner Winston Scotland auf einem anderen Label. Der Riddim wurde von dem Trio Linval ‘Prince Jazzbo’ Carter & C Jackson gespielt. Bis dahin bekam der Riddim keine weitere Beachtung. Der nächste Song erschien, erst zwei Jahre darauf, 1977. Gregory Isaacs veröffentlichte seinen Song „Congratulation“ auf dem Label Morwell Esq. Nachdem 1980 zwei weitere Songs von verschiedenen Künstlern veröffentlicht wurden, erschienen dann 1981 mit Top Ten ein weiterer Song von Gregory Isaacs mit einem selbst komponierten Version des Riddims. Zusammen mit diesem erschienen Songs von acht weiteren Musikern. Davon wurden drei Tracks auf dem Label Black Solidarity veröffentlicht die restlichen Songs auf verschiedenen anderen kleinen Labels.
Von da an wurde der Riddim ein sehr beliebtes Instrumental und es wurden bis 1990 jedes Jahr mehrere Lieder darauf veröffentlicht. Bis zu diesem Zeitpunkt gab es ohne dem Original 106 Songs und Kompositionen von vielen verschiedenen Produzenten. Die meist bespieltesten Versionen stammen von Wycliffe ‘Steely’ Johnson und Cleveland ‘Clevie’ Browne mit vierzehn Songs aus dem Jahr 1989, die Komposition von Kenneth Hoo Kim von 1989 und die Version von Hyman Wright, der 1982 eine Version komponierte, worauf drei Songs erschienen und 1990 zusammen mit Percy Chin ein Remix produzierte, worauf zwölf weitere Versionen erschienen.
Danach nahm die Beliebtheit des Riddims ab und es wurden bis 1996 nur acht Songs damit veröffentlicht. Davon drei im Jahr 1992, drei 1995 und zwei 1996. Nach den letzten Veröffentlichungen (u. a. von Bounty Killer) gab es dann fünf Jahre lang keine einzige Veröffentlichung von Songs auf diesem Riddim und auch 2001 gab es nur zwei nicht erwähnenswerte Veröffentlichungen. Daraufhin gab es weitere drei Jahre kein Release.
Im Jahr 2004 erschien dann ein neues Riddim-Album mit neun Songs auf der Taxi-Version von Lloyd & Michelle Campbell aus dem Jahre 1996. Danach wurde der Riddim wieder beliebter. Es erschienen im Jahre darauf zwei Songs und 2006 dann erneut fünf Songs diesmal auf einer Version von Lowell Charles Fillmore ‘Sly’ Dunbar & Robert ‘Robbie’ Shakespeare. Im darauf folgenden Jahr erschien die bis dahin meisten Veröffentlichungen in einem Jahr mit zweiundzwanzig Songs. Darunter der erste Song aus Deutschland, von dem Leipziger Dancehall und Reggaesängern Ronny Trettmann und Ill Inspekta mit dem Namen „Loyality (Unser Fahrer)“. Auch namhafte Künstler aus Jamaika wie Tony Rebel, Mr. Vegas und Buju Banton veröffentlichten Lieder. Letzterer landete mit dem Song „Driver A“ einen weltweit bekannten Hit. 2008 erschienen die vorerst letzten zwei Songs auf dem Riddim (u. a. von Luciano).
Bei vielen Songs ist das Veröffentlichungsjahr nicht bekannt, da diese Lieder nur noch auf Compilations erhalten sind.

## Beschreibung
Das Original ist ein langsames Lounge-Stück mit minimalen Jazzeinlagen. Die Originalgeschwindigkeit beträgt 120 Bpm.
Der Riddim beginnt in den meisten Versionen mit einer sanft wirkenden Männerstimme, die zuerst pfeift und dann ruft „Hey Taxi“. Danach setzt eine an Lounge-Musik erinnernde Melodie ein, die sich das gesamte Stück über kaum verändert und auch nicht aussetzt. Diese wird von einem Kontrabass gespielt. Begleitet wird die Melodie von einer sich minimal verändernden Saxophonmelodie. Das Ganze ist untermalt von einem minimalen Rhythmus eines Schlagzeuges. Das Saxophon setzt zwischendurch aus und wieder ein. Bei den beatlosen Stellen läutet eine dumpf und verstimmt klingende Glocke den Beat wieder ein.
Bei neueren Versionen werden auch elektronische Effekte und zusätzliche, ebenfalls elektronische Melodien verwendet.
Die ersten Stücke mit dem Riddim wurden mit einer Band aufgenommen, später wurde der Riddim elektronisch produziert. Bei Livekonzerten spielen meistens Bands die Riddims.

## Bekannte Künstler (Auswahl)
| Interpret                             | Titel                                      | Label               | Jahr |
| ------------------------------------- | ------------------------------------------ | ------------------- | ---- |
| Don Azpiazu & Havana Casino Orchestra | El Mansiero (Original Song)                |                     | 1936 |
| Bobby Konders                         | Taxi Riddim Instrumental (Original Riddim) | Massive B           | 1975 |
| Little Roy                            | Prophecy (Erster Riddim-Song)              | Clinch              | 1975 |
| Billy Boyo                            | I Like Your Something                      | Silver Camel        | 1983 |
| Bounty Killer                         | The Lord Is My Light And Salvation         | Jammys              | 1996 |
| Buju Banton                           | Driver A                                   | Gargamel            | 2007 |
| Bunny Wailer                          | Sound Clash                                |                     | 1984 |
| Cocoa Tea                             | Flurty Flurty                              |                     | 1989 |
| Collie Buddz                          | Come Around                                | Powerlink           | 2007 |
| Dean Fraser                           | Sax And Shoes                              |                     | 1989 |
| Elephant Man                          | Bring It                                   | 40/40               | 2006 |
| Foxy Brown                            | Baby Can I Hold You Tonight (Sorry 2)      |                     | 1989 |
| General Degree                        | Nuh Fraid A Dem                            | 40/40               | 2006 |
| Gregory Isaacs                        | Congratulation                             | Morwell Esq         | 1977 |
| Gregory Isaacs                        | Top Ten (Original)                         | African Museum      | 1981 |
| Horace Andy                           | Sweet Loving                               | Taxi                | 1984 |
| Jigsy King + Hopeton James            | Mood To Kill A Sound                       | Roof International  |      |
| Josey Wales                           | Bam Bam                                    |                     | 1989 |
| Junior Reid                           | Bubblers                                   | Massive B           | 1995 |
| Ken Boothe                            | Full Control                               | Bun Gem             | 1978 |
| Lone Ranger                           | Trod Along                                 | Black Solidarity    | 1981 |
| Luciano                               | Pack Up Drumpan                            | Wings International | 2008 |
| Marcia Griffiths                      | Back In The Days                           | Joe Frasier         | 2004 |
| Mr. Vegas                             | Gangsta Law                                | Taxi                | 2007 |
| Papa San                              | Taxi Man                                   | Dennis Star         | 1986 |
| Pliers                                | I Wanna Be Your Man                        | Dennis Star         | 1990 |
| Ranking Joe                           | No Informer                                | Hi Power Music      | 2007 |
| Ronny Trettmann & Ill Inspecta        | Loyalty (Unser Fahrer)                     | Germaican Records   | 2007 |
| Roots Radics & Scientist              | Neutron Bomb                               | Black Solidarity    | 1981 |
| Sugar Minott                          | Limousine                                  |                     | 1989 |
| Wayne Wonder                          | Anything For You                           | Penthouse           |      |
| Yellowman                             | He’s Got The Whole World In His Hands      | Volcano             | 1984 |